# 布隆巴赫河
51°15′22″N 7°13′56″E / 51.25611°N 7.23222°E

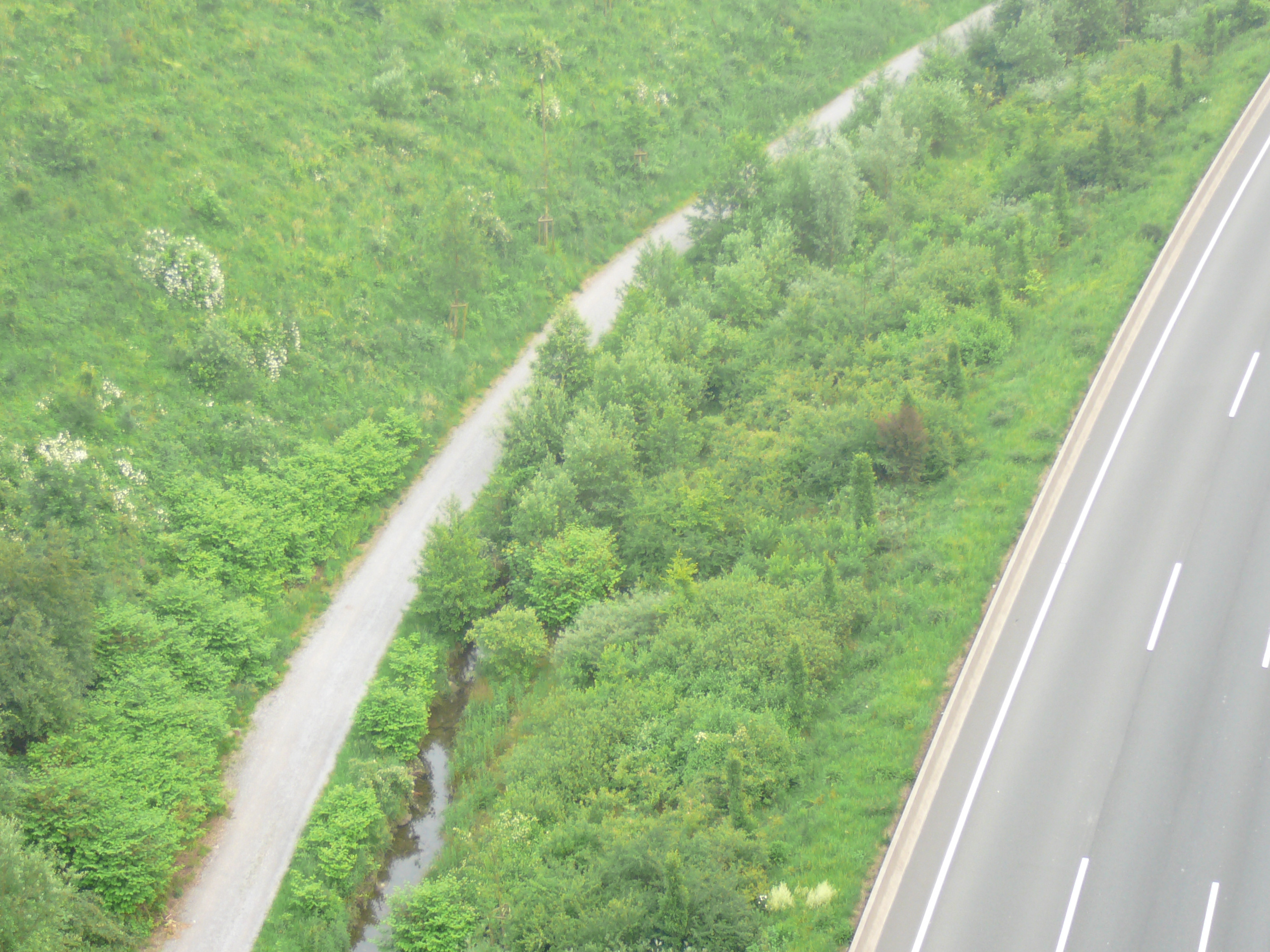

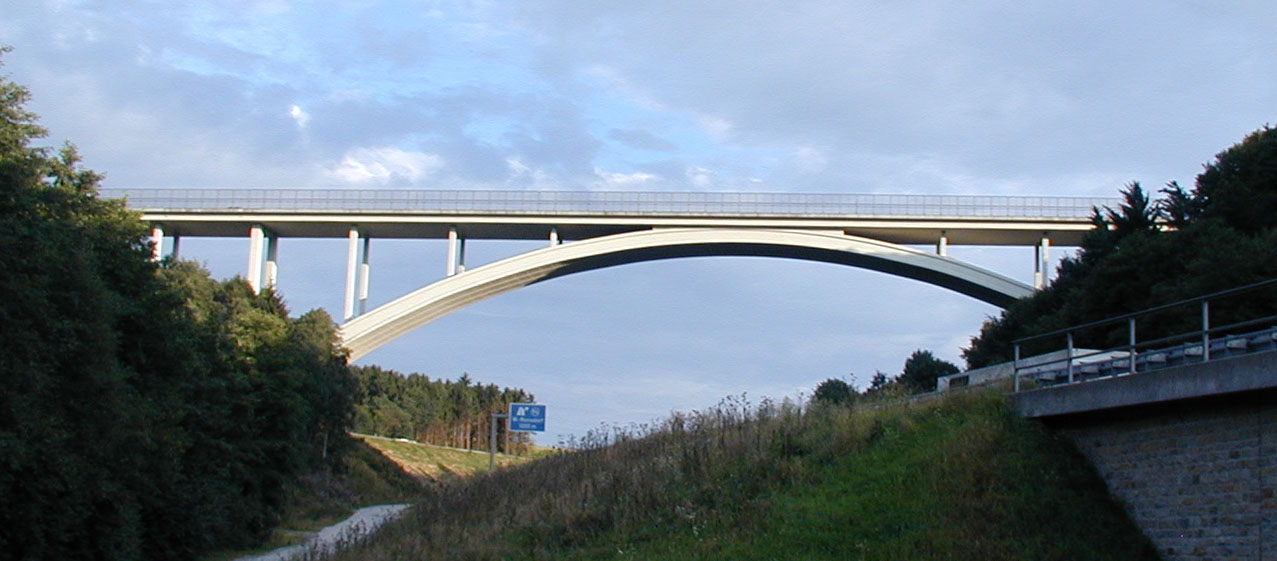

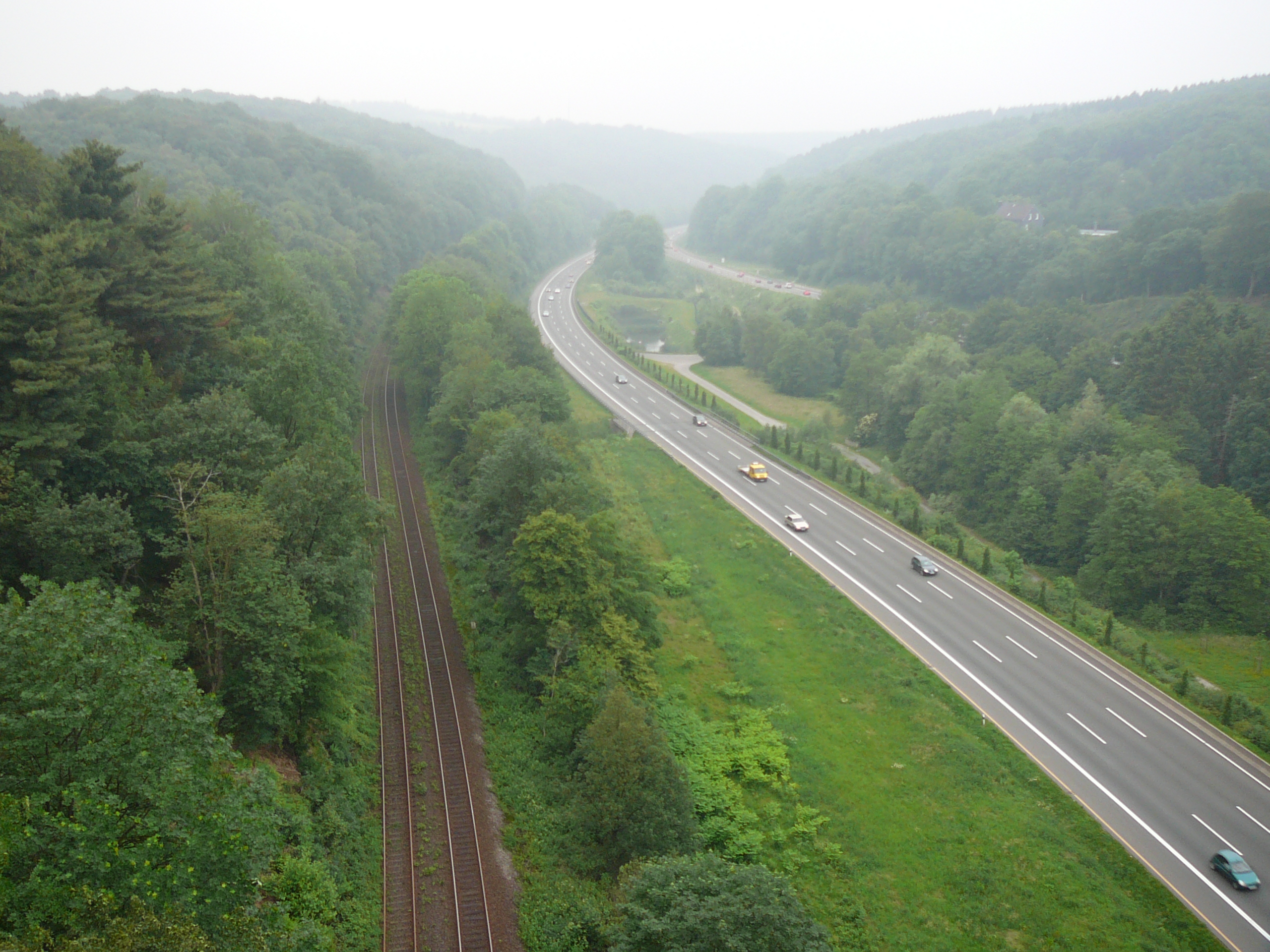

布隆巴赫河（德語：Blombach），是德國的河流，位於該國西部，處於北萊茵-威斯特法倫州，屬於伍珀河的支流，河道全長3.6公里，流域面積6平方公里。